# Flugplatz Papa Stour

i7
i11
i13
Der Flugplatz Papa Stour (IATA-Code: PSV) ist ein Flugplatz auf der Insel Papa Stour in Shetland, im Norden von Schottland, mit einer einzigen Landebahn aus Erde und Kies, außerdem gibt es einem kleinen Holzschuppen. Der Zugang zur Landebahn erfolgt über ein Metalltor mit einem Hinweis, der die Menschen vor der Landebahn warnt. Der Flugplatz liegt südwestlich des Dorfes Biggings.

## Fluggesellschaften und -ziele
Auf dem Flugplatz betrieb Directflight bis April 2021 unter einer PSO (Public service obligation; deutsch: Gemeinwirtschaftliche Verpflichtung) die Flüge mit einer Britten-Norman Islander von Tingwall, finanziert durch das Shetland Islands Council.